# طاهر أباد (كاشمر)
طاهر أباد هي قرية في مقاطعة كاشمر، إيران. في تعداد عام 2006، لوحظ وجودها، ولكن لم يتم الإبلاغ عن سكانها.